# Joaquim Brandão Gomes
Joaquim Brandão Gomes, noto anche come Kikas (Luanda, 23 dicembre 1980), è un ex cestista e dirigente sportivo angolano.
Alto 203 cm per 102 kg, giocava come ala grande o centro.

## Carriera
Cresciuto nella Valparaiso University, nel campionato NCAA, nel 2004 è passato in Germania, al Kelno RheinEnergie. Dopo appena una stagione, è stato ceduto all'Eiffel Towers Den Bosch, nei Paesi Bassi.
Gioca anche nella nazionale di pallacanestro dell'Angola, con cui ha preso parte alle Olimpiadi 2004 e ai Mondiali 2006.
Tornato in patria, ha vinto la Coppa dei Campioni d'Africa con il Primeiro de Agosto, venendo anche nominato MVP del torneo e inserito nel miglior quintetto.

## Palmarès
- Campione d'Africa (1999, 2003, 2005, 2009)
- MCC Tournament (2004)
- Coppa di Germania: 1

Colonia 99ers: 2005
- Campionato olandese: 1

EiffelTowers: 2005-06
- Supercoppa d'Angola (2007, 2008)
- African Club Championships (2007)
- Campione d'Angola (2008)
- FIBA Africa Champions Cup for Clubs (2008)
- MVP FIBA Africa Champions Cup for Clubs MVP (2008)
- Lusofonia Championships (2009)
- All-African Championships Best Player (2009)
- All-African Championships Best Center (2009)